# 고가 사리나
고가 사리나(일본어: 古賀 紗理那, こが さりな, 1996년 5월 21일 ~ )는 일본의 배구 선수로 포지션은 윙스파이커이다. 현재 V.프리미어리그 NEC 레드 로키츠 소속으로 뛰고 있다.  2016-17시즌에서 NEC의 우승에 기여하며 최우수선수상과 베스트6상을 수상하였다. 2020 하계 올림픽 일본 여자 배구 대표팀 주전 공격수로 뛰었다.

## 학력
- 구마모토 신아이 여자 고등학교

## 수상

### 팀
- NEC 레드 로키츠 
  - V.프리미어리그
    -  우승 (2회) : 2014-15, 2016-17

  - 아시아 여자 클럽 배구 선수권대회
    -  우승 (1회) : 2016

### 개인
- 2012년 아시아 청소년 선수권 대회 MVP
- 2016년 일본 V.프리미어리그 최우수신인상
- 2017년 일본 V.프리미어리그 MVP